# Walther P38
Walther P38 är en pistol i kalibern 9 × 19 mm Parabellum som i början av andra världskriget utvecklades av Walther som tjänstevapen för den tyska krigsmakten, Wehrmacht. I Sverige benämndes den 9 mm pistol m/39.  
Grunden för Walther P38 var Walther MPP, sedan 1929 tillverkad för den tyska polisen. Den togs fram 1938 bland annat för att ersätta det tidigare tjänstevapnet Luger P08 som var dyr att framställa. Walther P38 började tillverkas 1939 i Walthers vapenfabrik i Zella-Mehlis. Lugern kom dock att förbli mer uppskattad hos officerarna och de båda pistolerna kom att tillverkas parallellt fram till 1942, då tillverkningen av Lugerpistoler upphörde. Det påkostade utförandet var det som främst tilltalade hos Lugern. Under ryska fälttåget visade sig dock ofta Lugerns känsliga mekanism tydligt, och från 1941 övergick allt fler officerare till Walthern. Från 1944 använde hela Wehrmacht Walther P38.
Walther P38 hade en för tiden betydande eldkraft med utgångshastighet för kulan på 340 meter per sekund och en maxskottvidd på 900 meter.
Detta vapen är med i många andra världskriget-spel som t.ex. Medal of Honor: Frontline och Medal of Honor: Allied Assault.
Walther P1 var en variant som tillverkades 1957–2000.